# Коледж Мерседес, Аделаїда
Коледж Мерседес (англ. Mercedes College)) — незалежна від державного фінансування християнська міжнародна школа, розташована у Спрингфілді, одному із внутрішніх передмість Аделаїди — столиці Південної Австралії. Коледж є школою римо-католицької церкви в Австралії в штаті Південна Австралія і пропонує навчання для хлопчиків і дівчаток, починаючи від дитячого садочка (віком від 5 років), до випускного 12-го класу. Коледжем опікується «Фонд сестер милосердя Південної Австралії» (англ. South Australian Mercy Sisters' Foundation)
Особливістю коледжу, як і решти шкіл конгрегації «Сестри милосердя», є те що весь його колектив основною своєю місією визначає надання можливостей своїм учням зрозуміти, оцінити і розвивати даний Богом потенціал для того, щоб кожен з них міг здійснити у своєму житті власне покликання на благо і процвітання цього світу. Вірність, співчуття, справедливість, доброчесність, відповідальність та взаємоповага — це основні цінності, які є невід’ємною частиною способу життя для всіх членів спільноти «Mercedes».
Коледж Мерседес є членом Ради міжнародних шкіл (англ. Council of International Schools — «CIS»).

## Історія

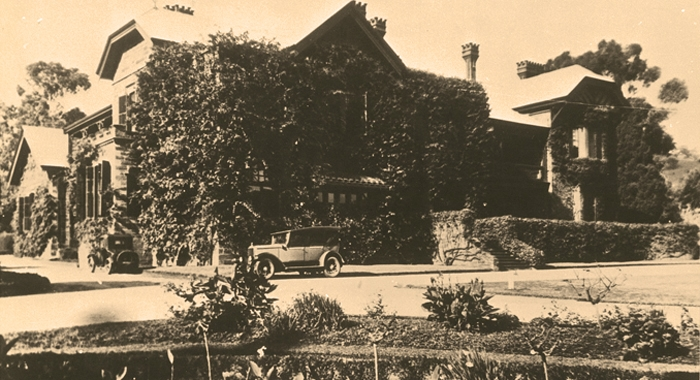
Садиба «Стратспей» (1910) сера Джона Дункана, у якій було засновано коледж

Коледж Мерседес був заснований у Спрингфілді як денна школа та школа-інтернат для дівчаток 1-11 класів та хлопчиків 1-3 класів організованим Сестрами милосердя фондом 2 серпня 1953 р. Загалом на момент заснування у коледжі проживало та навчалося 144 учні 1-11 класів. Декілька учениць випускного класу щоденно їздили на заняття у сестринський Коледж св. Алоїзія у центрі Аделаїди для того, щоб мати можливість здобути диплом про повну загальну освіту. Урочисте відкриття коледжу відбулося 9 лютого 1954, що вважають за офіційну дату заснування коледжу.
До 90 учениць проживали у інтернаті у 18 кімнатах — по п'ятеро у кімнаті під наглядом трьох сестер милосердя. Учениці приїжджали з усіх куточків Південної Австралії, з Північних територій та Папуа-Нової Гвінеї. У інтернаті також було передбачено чотири ліжка для дівчаток-аборигенів. Однак, у зв'язку із фінансовими проблемами у 1975 інтернат було зачинено і коледж став повністю денною школою. У 1976 коледж було реорганізовано у змішану школу для хлопчиків і дівчаток.
У 1981 за допомоги спонсорів та батьківських внесків була проведена реконструкція головного «овалу» і коледж отримав стандартний для австралійських шкіл стадіон для легкоатлетичних та ігрових видів спорту. Окрім фінансової допомоги, батьки та старшокласники, як члени однієї великої родини, допомагали хто чим міг — хто будівельною технікою, хто лопатою, хто руками, переносити і облаштовувати на новому місці корти і оновляти овал стадіону, який пізніше, у 2010, уряд штату намагався використати як майданчик для розширення торговельного центру «Frewville», і який коледжу вдалося відстояти у 2013;
У 1984 році було заплановане будівництво Ґлісон-Холлу, однак, через протести сусідів коледжу воно розпочалося після завершення судових процесів у 1986. По завершенні будівництва Ґлісон-Холлу в 1994 році розпочали будівництво Центру виконавських мистецтв Джона Макдональда.
17 липня 1989 була успішно завершена процедура акредитації «Програми для здобуття диплома міжнародного бакалаврату» (англ. IB Diploma Programme) власником та розробником цієї програми — некомерційним освітнім фондом «International Baccalaureate®».
06 червня 1997 також було акредитовано і «Програму середніх років міжнародного бакалаврату» (англ. IB Middle Years Programme) — програму базової середньої освіти, орієнтованої на учнів середніх класів, а наступного року, 10 серпня 1998, і «Програму ранніх років міжнародного бакалаврату» (англ. IB Primary Years Programme) — програму початкової освіти, орієнтованої на учнів молодших класів і Коледж Мерседес став «IB-школою», у якої процес виховання і навчання учнів, починаючи від дитячого садочка, і закінчуючи випускними класами, став повністю охоплений програмами міжнародного бакалаврату.
Будівництво бібліотечно-технологічного центру сестри милосердя та технологічного центру «Кармель Бурк» розпочалося у 1998 році, а у 2000 — була проведена реконструкція наукових лабораторій.
У 2005 коледж розпочав підготовку до процедури акредитації для отримання членства у Раді міжнародних шкіл, у 2006 був акредитований цією міжнародною асоціацією і успішно продовжує членство у ній.
Як і більшість шкіл Аделаїди, коледж долучився до руху «Вуглецева нейтральність Аделаїди». У 2006 у кампусі коледжу була впроваджена система управління енергією, що знизило споживання на 40 % порівняно із середньостатистичною австралійською школою такого ж розміру.
У 2008 році коледж розпочав свій найбільший будівельний проект, перепланувавши будівель Фіцпатріка та Маколі, включаючи загальну каплицю для спільних богослужінь і урочистостей, яка також є багатоцільовою лекційною і актовою залою та шкільним театром Милосердя.

## Опис
Кампус коледжу розташовується на 6,4 га екологічно чистої зеленої ділянки приміської зони Аделаїди, що лежить у передгір'ї хребта Маунт-Лофти, на схід від коледжу та за 7,5 км від його найвищої вершини і однойменного парку «Маунт Лофти Саміт» (англ. Mount Lofty Summit), та за 9,5 км від берегової лінії «Пляжу Ґленелґ», що на захід від коледжу. 
Кампус має два окремих заїзди для батьків, які доставляють учнів у школу і забирають їх із школи — один для учнів середніх і старших класів, а другий — для учнів молодших класів та дитячого садочка. Таке розділення зменшує імовірність заторів у ранішні години і зручне для учнів з огляду на розташування їх навчальних класів. Усі батьки мусять дотримуватися правил користування цими заїздами. Учні також можуть користуватися шкільними автобусами, які щоденно їздять у визначені години за декількома маршрутами. Більшість учнів користуються послугами транспорту загального користування, транспортні мережі якого є добре розвиненими як у метрополісі Аделаїда, так і його приміських зонах.
На території розташовуються:
- садиба «Стратспей», у якій наразі адміністрація коледжу;
- офіс сестри милосердя Катаріни Маколі;
- наукові лабораторії сестри милосердя Катаріни Маколі;
- Ґлісон-Холл;
- навчальні класи молодшої та старшої школи із прилеглими двориками і майданчиками багатоцільового призначення;
- критий дворик та криті ігрові майданчики для занять, навчання, дозвілля і відпочинку учнів дитячого садочка і початкової школи;
- холл дитячого садочка і початкової школи;
- корпус післяшкільного догляду за вихованцями;
- бібліотека сестри милосердя Кармель Бурк та технологічний центр;
- загальна площа багатоцільового призначення, як для відпочинку і зустрічей, так і для урочистостей;
- сади, зелені насадження, тераса, доріжки для прогулянок, зустрічей та відпочинку;
- каплиці святих патронів коледжу і сестер милосердя;
- загальна каплиця для спільних богослужінь і урочистостей, яка також є загальною лекційною і актовою залою та шкільним театром;
- мистецький центр Джона Макдональда;
- кафе «Так-шоп» із гарячими обідами для учнів і вчителів, холодними закусками, бутербродами, сендвічами і салатами та кофейня для батьків, відвідувачів і вчителів, де учням каву не продають, окрім гарячого шоколаду;
- шкільний магазин із канцтоварами, усім необхідним для навчання та шкільною і спортивною формою;
- шкільний стадіон «Овал» для гри у австралійський футбол, занять біговими видами спорту та гри в крикет;
- тенісні корти та універсальні спортивні площадки для занять спортом на відкритому повітрі;
- окремі автостоянки для учителів, для учнів і для відвідувачів коледжу;

### Політика коледжу стосовно IT-технологій
Кампус Коледжу Мерседес обладнаний бездротовою мережею Wi-Fi, доступною для учнів та персоналу. Усі приміщення коледжу обладнані швидкісною оптоволоконною локальною мережею із можливістю підключення до неї кожного учня та співробітника. Міжнародним учням надаються комп'ютери MacBook Air для використання під час навчання в школі, на яких встановлене усе необхідне для навчання програмне забезпечення та електронні книги. Решта учнів можуть користуватися як власними пристроями (BIOD), так і пристроями, наданими коледжем, який суворо дотримується політики забезпечення рівності кожного учня у можливостях користуватися навчальною інформацією, що застосовується у навчальному процесі. Окрім цього, навчальні класи і лабораторії обладнані:
- чорно-білими та кольоровими принтерами;
- інтерактивними дошками (у молодших класах);
- мультимедійними проекторами (у класах середньої та старшої школи).

Учням надається усе необхідне навчальне і службове програмне забезпечення. Кожен учень та співробітник школи має особистий обліковий запис, електронну пошту та доступ до мереживного сховища даних. Користування програмним забезпеченням та апаратними засобами відстежується відповідно до прийнятої у коледжі політики та правил.

### Політика коледжу стосовно шкільної форми
Адміністрація коледжу вважає, що шкільна форма є елементом самоідентифікації кожного учня чи учениці коледжу і що вони повинні носити її з гордістю. Угода з батьками дотримуватися політики коледжу щодо носіння форми є обов'язковою умовою під час прийому учнів до коледжу, починаючи з третього року навчання. Учні повинні носити форму у разі відвідування коледжу та шкільних урочистостей, які проводяться за межами коледжу, та інших урочистих заходів, якщо учні представляють на них свій коледж. Для занять спортом також встановлені вимоги до спортивної форми, причому, із дифереціюванням за видами спорту.
У коледжі є магазин, у якому продається усе необхідне для навчання, починаючи від шкільної та спортивної форми, сумок, канцтоварів, і до автобусних квитків. З огляду на можливі фінансові складнощі та/або прикрі пригоди із носінням форми, у коледжі передбачена можливість носити стару вживану форму у прийнятному стані і навіть є магазин «секонд-хенд» форми, що була у користуванні, чи не була продана протягом більше, ніж два роки. У зв'язку із модернізацією форми та нашивок-логотипів, актуальні вимоги до такої форми встановлені на сайті коледжу.

### Спорт
Спортивні заняття за навчальною програмою носять сезонний характер — навчальний рік розбитий на чотири терміни.
Протягом першого і четвертого терміну учні займаються крикетом, бадмінтоном, плаванням, тенісом, трек & філд-ом (легка атлетика), волейболом, водним поло, бігом по пересіченій місцевості. Окрім цього, дівчатка займаються софтболом, баскетболом та пляжним волейболом.
Протягом другого і третього терміну учні займаються волейболом, баскетболом, футболом, хокеєм на траві, настільним тенісом, бігом по пересіченій місцевості. Окрім цього, дівчатка займаються нетболом, а хлопці — австралійським футболом.
Окрім занять у рамках навчальної програми, учні коледжу також мають можливість займатися у позаурочний час такими видами спорту, як гольф, скелелазіння, маунтенбайк, велоспорт, каякінг, веслування на байдарках і каное, серфінг, вітрильний спорт, а також, туристичними походами і таборами.

### Позашкільна діяльність
У години після шкільних занять учні мають можливість займатися у гуртках і клубах: хори, оркестри, музичні і театральні колективи, студія образотворчого мистецтва, клуб світової культури, тощо. Коледж надає такий вид педагогічних послуг, як післяшкільний догляд за учнями, у разі необхідності чи за бажанням зайнятих батьків до і після занять або, у разі відпустки батьків, з 7-30 до 18-00. 

## Структура коледжу
Навчальний заклад забезпечує навчання і виховання школярів у віці від 5 до 18 років, починаючи від підготовчої групи дитячого садочка (англ. Reception), і закінчуючи випускними класами середньої школи:
| Вид школи: | Підготовча група дитячого садочка (англ. Reception) | Молодші класи (англ. Junior School) | Молодші класи (англ. Junior School) | Молодші класи (англ. Junior School) | Молодші класи (англ. Junior School) | Молодші класи (англ. Junior School) | Середні класи (англ. Middle School) | Середні класи (англ. Middle School) | Середні класи (англ. Middle School) | Середні класи (англ. Middle School) | Середні класи (англ. Middle School) | Старші класи (англ. Senior School) | Старші класи (англ. Senior School) |
| --- | --------------------------------------------------- | ----------------------------------- | ----------------------------------- | ----------------------------------- | ----------------------------------- | ----------------------------------- | ----------------------------------- | ----------------------------------- | ----------------------------------- | ----------------------------------- | ----------------------------------- | ---------------------------------- | ---------------------------------- |
| Вік школярів: (англ. Age) | 5                                                   | 6                                   | 7                                   | 8                                   | 9                                   | 10                                  | 11                                  | 12                                  | 13                                  | 14                                  | 15                                  | 16                                 | 17                                 |
| Рік навчання: (англ. Year) | R                                                   | Y1                                  | Y2                                  | Y3                                  | Y4                                  | Y5                                  | Y6                                  | Y7                                  | Y8                                  | Y9                                  | Y10                                 | Y11                                | Y12                                |
| Освітні програми: (англ. Curriculum) | IB PYP                                              | IB PYP                              | IB PYP                              | IB PYP                              | IB PYP                              | IB PYP                              | IB MYP                              | IB MYP                              | IB MYP                              | IB MYP                              | IB MYP                              | IB DP                              | IB DP                              |
| Освітні програми: (англ. Curriculum) | IB PYP                                              | IB PYP                              | IB PYP                              | IB PYP                              | IB PYP                              | IB PYP                              | IB MYP                              | IB MYP                              | IB MYP                              | IB MYP                              | IB MYP                              | SACE                               |                                    |
| Примітки: Y1, Y2, Y3,... — рік навчання (класи — 1-ий, 2-ий, 3-ій,...) IB PYP — IB Primary Years Programme (укр. Програма ранніх років IB MYP — IB Middle Years Programme (укр. Програма середніх років IB DP — IB Diploma Programme (укр. Програма для здобуття диплома SACE — South Australian Certificate of Education (укр. Південно-австралійський сертифікат про освіту) |                                                     |                                     |                                     |                                     |                                     |                                     |                                     |                                     |                                     |                                     |                                     |                                    |                                    |

## Освітні програми та система виховання
Коледж пропонує своїм учням дві основні освітні програми для здобуття:
- південно-австралійського сертифіката про освіту[en];
- диплому міжнародного бакалаврату.

Включно до десятого року навчання (10 класу) усі учні коледжу навчаються за освітніми програмами міжнародного бакалаврату, узгодженими із національними освітніми програмами. Після 10-го класу кожен учень повинен обрати, за якою із двох програм навчатиметься далі.
Учні, які планують продовжувати навчання у вищих навчальних закладах Австралії, зазвичай, обирають програму для здобуття південно-австралійського сертифіката про освіту. Іноземні учні та діти громадян Австралії, які планують продовжувати навчання у вищих навчальних закладах за кордоном, обирають програму для здобуття диплому міжнародного бакалаврату. У коледжі щорічно за міжнародною програмою навчаються приблизно 70 учнів..

У коледжі традиційно приділяють увагу не тільки освітнім програмам, а і вихованню своїх учнів з тим, щоб вони були відповідальними, милосердними та відданими, виявляли доброчесність та взаємну повагу і мали сильне почуття справедливості. Для цього у коледжі розроблена і діє система душпастирської допомоги, щоб допомогти розвинути кожного учня і духовно. Основний принцип, закладений у цю систему, сформульований у словах Ендрю Балквілла:
|  | Одна справа заявляти про добрі наміри, а інша — жити ними щодня |

## Визнання отриманих кваліфікаційних рівнів
Документи, що підтверджують кваліфікаційні рівні, отримані у процесі навчання за південно-австралійськими освітніми програмами, визнаються і приймаються усіма вищими навчальними закладами та роботодавцями Австралії та Нової Зеландії.
Дипломи про повну середню освіту міжнародного бакалаврату (англ. The IB diploma) надають можливість здобувати вищу освіту та приймаються і визнаються більше, ніж 2 337 університетами у 90 державах світу.

## Видатні та відомі учні і випускники
| Фото | Прізвище          | Опис | Країна    |
|      | Тереза Палмер     | Австралійська акторка | Австралія |
|      | Оріанті Панагаріс | Австралійська гітаристка, співачка й авторка пісень. | Австралія |
|      | Ганна Девіс       | Австралійська байдарочниця, олімпійська призерка Літніх Олімпійських ігор у Пекіні                                                                                    | Австралія |
|      | Наталі Медхерст   | Австралійська нетболістка | Австралія |
|      | Девід Фіні        | Австралійський політик: член Палати представників Австралії від лейбористської партії, виборчого округу Бетмена, Штат Вікторія (2013-2018)                            | Австралія |
|      | Пітер Малінаускас | Австралійський політик: виконує функції лідера Південно-австралійського відділення лейбористської партії та лідера опозиції після державних виборів 2018 року (2018-) | Австралія |